# Nadine Capellmann
Nadine Capellmann (Aquisgrán, 9 de julio de 1965) es una jinete alemana que compitió en la modalidad de doma.
Participó en dos Juegos Olímpicos de Verano, obteniendo dos medallass de oro en la prueba por equipos, en Sídney 2000 (junto con Isabell Werth, Ulla Salzgeber y Alexandra Simons de Ridder) y en Pekín 2008 (con Heike Kemmer e Isabell Werth).
Ganó cuatro medallas en el Campeonato Mundial de Doma entre los años 1998 y 2006, y cinco medallas en el Campeonato Europeo de Doma entre los años 1997 y 2007.

## Palmarés internacional
| Juegos Olímpicos   | Juegos Olímpicos              | Juegos Olímpicos  | Juegos Olímpicos |
| Año                | Lugar                         | Medalla           | Categoría        |
| ------------------ | ----------------------------- | ----------------- | ---------------- |
| 2000               | Sídney (Australia)            | Medalla de oro    | Por equipos      |
| 2008               | Hong Kong (China)             | Medalla de oro    | Por equipos      |
| Campeonato Mundial |                               |                   |                  |
| Año                | Lugar                         | Medalla           | Categoría        |
| 1998               | Roma (Italia)                 | Medalla de oro    | Por equipos      |
| 2002               | Jerez de la Frontera (España) | Medalla de oro    | Individual       |
| 2002               | Jerez de la Frontera (España) | Medalla de oro    | Por equipos      |
| 2006               | Aquisgrán (Alemania)          | Medalla de oro    | Por equipos      |
| Campeonato Europeo |                               |                   |                  |
| Año                | Lugar                         | Medalla           | Categoría        |
| 1997               | Verden (Alemania)             | Medalla de oro    | Por equipos      |
| 1999               | Arnhem (Países Bajos)         | Medalla de oro    | Por equipos      |
| 2001               | Verden (Alemania)             | Medalla de oro    | Por equipos      |
| 2001               | Verden (Alemania)             | Medalla de bronce | Individual       |
| 2007               | La Mandria (Italia)           | Medalla de plata  | Por equipos      |